# Robert Patrick
Robert Patrick (Marietta, 5 de novembro de 1958) é um ator de filmes e televisão norte-americano, vencedor do Saturn Award.

## Biografia

### Infância e juventude
Patrick nasceu em Marietta, Georgia, mas passou sua infância em Ohio. Morou também em Dayton, Cleveland, Detroit e Boston. Foi atleta e jogador de futebol americano na Bowling Green State University, embora tenha abandonado a carreira antes de se graduar, por ter decidido seguir a carreira de ator após assistir algumas aulas de interpretação. Em 1984, Patrick mudou-se para Hollywood, onde foi escolhido para seu debut no palco como um beatnik na peça Go. Enquanto interpretava no palco, Patrick foi descoberto por um diretor de elenco da companhia de produção de Roger Corman e logo conseguiu o papel do assassino psicótico no filme de estréia, Warlords From Hell. Mais tarde, voltou ao palco em Los Angeles, na premiére da peça de David Mamet chamada The Shawl, no Waterfront Stage.
Seu irmão mais novo, Richard Patrick, é um músico, mais conhecido por fundar o grupo Filter.

## Carreira
Atuou no videoclipe Objects In The Rear View Mirror May Appear Closer Than They Are, do Meat Loaf. Talvez mais conhecido por sua participação como o vilão "cyborg" T-1000 em
Terminator 2: Judgment Day, ao lado de Arnold Schwarzenegger, teve ainda atuações notórias em filmes como no filme O Massacre de Rosewood (O Massacre, em Portugal), de John Singleton, e em Striptease, ao lado de Demi Moore, como seu ex-marido ladrão e marginal.
Os créditos de Patrick em filmes incluem The Faculty de Robert Rodriguez, From Dusk Till Dawn 2: Texas Blood Money, Cop Land, ao lado de Sylvester Stallone e Robert De Niro, o filme independente The Only Thrill, ao lado de Diane Keaton, Diane Lane
e Sam Shepard, e e ainda Fire In The Sky, no qual sua atuação foi elogiada pela
crítica. Seus outros créditos em filmes incluem Double Dragon: The Movie, Duro de Matar 2', The Last Gasp, Hong Kong 97 e Wayne's World, no qual fez o papel de um tira mau, parodiando seu personagem T-1000. Também teve uma aparição no filme Last Action Hero, interpretando o próprio T-1000, num fantasioso mundo onde vivem personagens de filmes.Robert também atuou com Michael Rooker no filme Esquadrão de Elite,sobre integrantes da SWAT. Além disso, Patrick estrelou como convidado em três episódios no seriado de televisão The Sopranos. Também apareceu como convidado em diversos seriados, incluindo dois episódios do The Outer Limits, um episódio em Lost, um episódio em Tales From The Cript, e no filme para a televisão Decoy. Foi o dublador de Race Bannon na série animada The Real Adventures of Jonny Quest. Teve participação na série Arquivo X (The X-Files), onde representou o personagem Jonh Dogett durante a 8ª e 9ª temporada. Atua na série "Scorpion" como o personagem Cabe Gallo. Trabalhou nos episódios 1 e 2 da primeira temporada de Stargate Atlantis, como Coronel Sumner.
Robert também dublou o personagem principal do game "The Dig" (PC), desenvolvido pela Lucas Arts.